# Haley Bugeja
Haley Bugeja, (Pietà, 2004. május 5. –) máltai női válogatott labdarúgó. Az Internazionale csatára.

## Pályafutása

### Klubcsapatokban

#### Mġarr United
Az U19-es csapatánál produkált elképesztő teljesítményét az első csapatban is kamatoztatta, a 2018–19-es szezonban. Két idényt töltött Mġarrban és a korosztályos csapatban 25 meccsen 91-szer, az első csapatban pedig 29 mérkőzésen 52 alkalommal talált be a máltai bajnokságban.

#### Sassuolo
2020 júliusában hároméves szerződést írt alá az olasz első osztályban érdekelt Sassuolo csapatához.
Első mérkőzését a Napoli elleni bajnokin játszotta szeptember 5-én. A találkozón a Neroverdi 3–1-es sikeréhez két góllal járult hozzá. Hatásos belépőjét a Fiorentina, a Florentia, a Verona és a Bari elleni újabb találatokkal folytatta és a szezon végére 18 meccs után 12 találat szerepelt a neve mellett.

### A válogatottban
2020. január 17-én góllal mutatkozott be Törökország ellen a válogatottban, novemberben pedig az első máltai női labdarúgóként szerzett mesterhármast a Grúzia elleni Eb-selejtező mérkőzésen.

## Statisztikái
2021. május 23-al bezárólag

### Klubcsapatokban
| Klub             | Szezon           | Bajnokság | Bajnokság | Kupa  | Kupa | Nemzetközi | Nemzetközi | Össz. | Össz. |
| Klub             | Szezon           | Mérk.     | Gól       | Mérk. | Gól  | Mérk.      | Gól        | Mérk. | Gól   |
| ---------------- | ---------------- | --------- | --------- | ----- | ---- | ---------- | ---------- | ----- | ----- |
| Mġarr United     | 2018–19          | 19        | 26        | 0     | 0    | 0          | 0          | 19    | 26    |
| Mġarr United     | 2019–20          | 10        | 26        | 0     | 0    | 0          | 0          | 10    | 26    |
| Mġarr United     | Összesen         | 29        | 52        | 0     | 0    | 0          | 0          | 29    | 52    |
| Sassuolo         | 2020–21          | 18        | 12        | 0     | 0    | 0          | 0          | 18    | 12    |
| Sassuolo         | Összesen         | 18        | 12        | 0     | 0    | 0          | 0          | 18    | 12    |
| Karrier összesen | Karrier összesen | 47        | 64        | 0     | 0    | 0          | 0          | 47    | 64    |

### A válogatottban
2025. május 30-ig bezárólag
| Válogatott | Szezon   | Mérk. | Gól |
| ---------- | -------- | ----- | --- |
| Málta      |          |       |     |
| 2020       | 8        | 6     |     |
| 2021       | 2        | 0     |     |
| 2022       | 2        | 0     |     |
| 2023       | 6        | 8     |     |
| 2024       | 8        | 2     |     |
| 2025       | 5        | 3     |     |
| Összesen   | Összesen | 31    | 19  |

| Málta színeiben szerzett góljai | Málta színeiben szerzett góljai | Málta színeiben szerzett góljai         | Málta színeiben szerzett góljai | Málta színeiben szerzett góljai | Málta színeiben szerzett góljai | Málta színeiben szerzett góljai | Málta színeiben szerzett góljai |
| ------------------------------- | ------------------------------- | --------------------------------------- | ------------------------------- | ------------------------------- | ------------------------------- | ------------------------------- | ------------------------------- |
|                                 |                                 |                                         |                                 |                                 |                                 |                                 |                                 |
| Gól                             | Dátum                           | Helyszín                                | Ellenfél                        | Találat                         | Eredmény                        | Esemény                         | Forrás                          |
| 1.                              | 2020. január 17.                | Nemzeti Stadion, Attard                 | Törökország                     | 1–1                             | 1–2                             | Barátságos mérkőzés             |                                 |
| 2.                              | 2020. március 5.                | Nemzeti Stadion, Attard                 | Grúzia                          | 2–0                             | 2–1                             | 2022-es Eb-selejtező            | [ 12 ]                          |
| 3.                              | 2020. november 26.              | Mihail Meszhi Stadion, Tbiliszi, Grúzia | Grúzia                          | 2–0                             | 4–0                             | 2022-es Eb-selejtező            | [ 13 ]                          |
| 4.                              | 2020. november 26.              | Mihail Meszhi Stadion, Tbiliszi, Grúzia | Grúzia                          | 3–0                             |                                 | 2022-es Eb-selejtező            | [ 13 ]                          |
| 5.                              | 2020. november 26.              | Mihail Meszhi Stadion, Tbiliszi, Grúzia | Grúzia                          | 4–0                             |                                 | 2022-es Eb-selejtező            | [ 13 ]                          |
| 6.                              | 2020. december 1.               | Ramat Gan Stadion, Tel-Aviv, Izrael     | Izrael                          | 2–0                             | 2–0                             | 2022-es Eb-selejtező            | [ 14 ]                          |